# تشيروفيلوم
تشيروفيلوم هو جنس منقرض كان موجودًا أثناء العصر البرمي.

## الموقع
في البرازيل وجدت الحفريات من النوع سي سبيكيولار  في منطقة البروز الصخري مورو بابل في مدينة ماريانا بيمنتيل. وكانت هذه الحفريات متواجدة في المتنزه الجيولوجي باليوروتا في تكوين ريو بونيتو ويرجع تاريخها إلى عصر ساكمريان في العصر البرمي.